# Новая Липа
Новая Липа (бел. Новая Ліпа) — упразднённый посёлок в Октябрьском сельсовете Буда-Кошелёвского района Гомельской области Белоруссии.
В связи с радиационным загрязнением после Чернобыльской катастрофы жители (30 семей) переселены в чистые места.
На западе граничит с лесом.

## География

### Расположение
В 20 км на восток от районного центра и железнодорожной станции Буда-Кошелёвская (на линии Жлобин — Гомель), 27 км от Гомеля.

### Гидрография
На востоке мелиоративный канал.

## Транспортная сеть
Рядом шоссе Довск — Гомель. Планировка состоит из прямолинейной меридиональной улицы, застроенной деревянными домами усадебного типа.

## История
Основан в начале XX века переселенцами из деревня Липа. В 1926 году в Липском сельсовете Уваровичского района Гомельского округа. В 1930 году жители посёлка вступили в колхоз. Во время Великой Отечественной войны погибли 17 жителей. В 1959 году. В составе совхоза «Краснооктябрьский» (центр — деревня Октябрь).

## Население

### Численность
- 2010 год — жителей нет.

### Динамика
- 1925 год — 17 дворов 96 жителей.
- 1959 год — 147 жителей (согласно переписи).
- 1990-е — жители (30 семей) переселены.